# Крістіан Сапата
Крістіан Едуардо Сапата Валенсія (ісп. Cristián Zapata; нар. 30 вересня 1986) — колумбійський футболіст, центральний захисник аргентинського «Сан-Лоренсо» і збірної Колумбії. Відомий виступами за низку італійських команд.

## Кар'єра

### «Удінезе»
Встигнувши відіграти півтора сезони на батьківщині «Депортіво Калі», 2005 року 18-річний на той час колумбієць був запрошений до Італії, де став гравцем «Удінезе». Попри юний вік габаритний південноамериканець фактично відразу став основним гравцем команди з Удіне. За виключенням першої половини сезону 2008/09, протягом якої відновлювався від травми, протягом наступних шести сезонів був однією з головних опцій тренерського штабу клубу у захисті.

### «Вільярреал»
Влітку 2011 року колумбієцб вирішив змінити чемпіонат і погодився на перехід до іспанського «Вільярреала», в якому відіграв один сезон.

### «Мілан»
8 серпня 2012 року повернувся до Італії, перейшовши до «Мілана» на правах оренди з «Вільярреала». 23 вересня дебютував у складі «россонері» у матчі проти свого колишнього «Удінезе». Дебют виявився невдалим. Гравець отримав червону картку, а «Мілан» поступився 1:2. Часто виходив у старті у парі з Мексесом , рідше з Єпесом. Після загалом вдалого сезону з'явилася інформація про викуп прав на гравця італійським клубом. Сума трансферу склала близько 6 мільойнів євро.
Загалом відіграв за «Мілан» сім сезонів, у цій команді не мав статусу стабільного гравця основного складу, у тому числі через непоодинокі травми, натомість регулярно використовувався в ротації складу, встигнувши за ці роки взяти участь у 148 матчах міланського клубу в усіх змаганнях.

### «Дженоа»
Влітку 2019 року термін дії контракту колумбійця з «Міланом» завершився, і досвідчений захисник на умовах вільного агента уклав дворічну угоду з «Дженоа». Спочатку був гравцем основного складу генуезької команди, а в сезоні 2020/21 вже використовувався здебільшого як запасний.

### Завершення кар'єри
28 липня 2021 року, після завершення контракту з «Дженоа», приєднався до аргентинського «Сан-Лоренсо».

## Виступи за збірні
Мав досвід виступів за юнацькі збірні Колумбії різних вікових категорій.
У вересні 2007 року дебютував в офіційних матчах у складі національної збірної Колумбії. З наступного року став одним з основних захисників національної команди. Але на своєму першому великому турнірі, розіграші Кубка Америки 2011 року залишався лише резервним гравцем.
А ось на чемпіонату світу 2014 року вже був гравцем «основи» колумбійської команди, яка лише у чвертьфіналі припинила боротьбу, поступившись господарям турніру бразильцям. Наступного року знову був одним з основних захисників команди на тогорічному Кубку Америки, де колумбійці також не змогли пройти далі стадії чвертьфіналів. А ще за рік, на Кубку Америки 2016 у США, збірна Колумбії, в якій Сапата знову був серед основних гравців, змогла пройти до півфіналу і врешті-решт посіла третє місце.
З 2018 року почав поступово втрачати статус основного захисника національної команди. Його участь у чемпіонаті світу 2018 року обмежилася двома заключними хвилинами програної за пенальті гри 1/8 фіналу проти англійців. На Кубку Америки 2019 виходив на поле двічі — одного разу у старті і одного разу на заміну ближче до кінця гри.

## Статистика виступів

### Статистика клубних виступів
Станом на 24 червня 2021 року
| Сезон                      | Команда                    | Чемпіонат                  | Чемпіонат | Чемпіонат | Національний кубок | Національний кубок | Національний кубок | Континентальні кубки | Континентальні кубки | Континентальні кубки | Інші змагання | Інші змагання | Інші змагання | Усього | Усього |
| Сезон                      | Команда                    | Ліга                       | Ігор      | Голів     | Ліга               | Ігор               | Голів              | Ліга                 | Ігор                 | Голів                | Ліга          | Ігор          | Голів         | Ігор   | Голів  |
| -------------------------- | -------------------------- | -------------------------- | --------- | --------- | ------------------ | ------------------ | ------------------ | -------------------- | -------------------- | -------------------- | ------------- | ------------- | ------------- | ------ | ------ |
| 2004                       | «Депортіво Калі»           | КПА                        | 2+13      | 0         | -                  | -                  | -                  | -                    | -                    | -                    | -             | -             | -             | 15     | 0      |
| 2005                       | «Депортіво Калі»           | КПА                        | 11+7      | 0         | -                  | -                  | -                  | ПК                   | 2                    | 0                    | -             | -             | -             | 20     | 0      |
| Усього за «Депортіво Калі» | Усього за «Депортіво Калі» | Усього за «Депортіво Калі» | 33        | 0         |                    | -                  | -                  |                      | 2                    | 0                    |               | -             | -             | 35     | 0      |
| 2005–06                    | «Удінезе»                  | A                          | 21        | 1         | КІ                 | 5                  | 0                  | ЛЧ+КУЄФА             | 0+4                  | 0                    | -             | -             | -             | 30     | 1      |
| 2006–07                    | «Удінезе»                  | A                          | 36        | 0         | КІ                 | 2                  | 0                  | -                    | -                    | -                    | -             | -             | -             | 38     | 0      |
| 2007–08                    | «Удінезе»                  | A                          | 27        | 1         | КІ                 | 0                  | 0                  | -                    | -                    | -                    | -             | -             | -             | 27     | 1      |
| 2008–09                    | «Удінезе»                  | A                          | 18        | 1         | КІ                 | 2                  | 0                  | КУЄФА                | 6                    | 0                    | -             | -             | -             | 26     | 1      |
| 2009–10                    | «Удінезе»                  | A                          | 31        | 0         | КІ                 | 4                  | 0                  | -                    | -                    | -                    | -             | -             | -             | 35     | 0      |
| 2010–11                    | «Удінезе»                  | A                          | 35        | 2         | КІ                 | 3                  | 0                  | -                    | -                    | -                    | -             | -             | -             | 38     | 2      |
| Усього за «Удінезе»        | Усього за «Удінезе»        | Усього за «Удінезе»        | 168       | 5         |                    | 16                 | 0                  |                      | 10                   | 0                    |               | -             | -             | 194    | 5      |
| 2011–12                    | «Вільярреал»               | ПД                         | 28        | 0         | КІ                 | 2                  | 0                  | ЛЧ                   | 6                    | 0                    | -             | -             | -             | 36     | 0      |
| 2012–13                    | «Мілан»                    | A                          | 23        | 0         | КІ                 | 1                  | 0                  | ЛЧ                   | 5                    | 0                    | -             | -             | -             | 29     | 0      |
| 2013–14                    | «Мілан»                    | A                          | 20        | 1         | КІ                 | 1                  | 0                  | ЛЧ                   | 8                    | 1                    | -             | -             | -             | 29     | 2      |
| 2014–15                    | «Мілан»                    | A                          | 12        | 0         | КІ                 | 1                  | 0                  | -                    | -                    | -                    | -             | -             | -             | 13     | 0      |
| 2015–16                    | «Мілан»                    | A                          | 16        | 1         | КІ                 | 5                  | 0                  | -                    | -                    | -                    | -             | -             | -             | 21     | 1      |
| 2016–17                    | «Мілан»                    | A                          | 15        | 1         | КІ                 | 1                  | 0                  | -                    | -                    | -                    | СІ            | 0             | 0             | 16     | 1      |
| 2017–18                    | «Мілан»                    | A                          | 12        | 0         | КІ                 | 0                  | 0                  | ЛЄ                   | 8                    | 0                    | -             | -             | -             | 20     | 0      |
| 2018–19                    | «Мілан»                    | A                          | 13        | 0         | КІ                 | 1                  | 0                  | ЛЄ                   | 5                    | 1                    | СІ            | 1             | 0             | 20     | 1      |
| Усього за «Мілан»          | Усього за «Мілан»          | Усього за «Мілан»          | 111       | 3         |                    | 10                 | 0                  |                      | 26                   | 2                    |               | 1             | 0             | 148    | 5      |
| 2019–20                    | «Дженоа»                   | A                          | 20        | 1         | КІ                 | 2                  | 0                  | -                    | -                    | -                    | -             | -             | -             | 22     | 1      |
| 2020–21                    | «Дженоа»                   | A                          | 12        | 0         | КІ                 | 1                  | 0                  | -                    | -                    | -                    | -             | -             | -             | 13     | 0      |
| Усього за «Дженоа»         | Усього за «Дженоа»         | Усього за «Дженоа»         | 32        | 1         |                    | 3                  | 0                  |                      |                      |                      |               |               |               | 35     | 1      |
| Усього за кар'єру          | Усього за кар'єру          | Усього за кар'єру          | 372       | 9         |                    | 31                 | 0                  |                      | 44                   | 2                    |               | 1             | 0             | 448    | 11     |

### Статистика виступів за збірну
Станом на 24 червня 2021 року
| Дата       | Місто          | Господарі      | Результат               | Гості       | Турнір                                 | Голи | Примітки |
| ---------- | -------------- | -------------- | ----------------------- | ----------- | -------------------------------------- | ---- | -------- |
| 12-9-2007  | Богота         | Колумбія       | 1 – 0                   | Парагвай    | товариський матч                       | -    |          |
| 6-2-2008   | Монтевідео     | Уругвай        | 2 – 2                   | Колумбія    | товариський матч                       | -    |          |
| 29-5-2008  | Лондон         | Ірландія       | 1 – 0                   | Колумбія    | товариський матч                       | -    |          |
| 3-6-2008   | Сен-Дені       | Франція        | 1 – 0                   | Колумбія    | товариський матч                       | -    |          |
| 14-6-2008  | Ліма           | Перу           | 1 – 1                   | Колумбія    | Відбір до ЧС 2010                      | -    |          |
| 11-2-2009  | Перейра        | Колумбія       | 2 – 0                   | Гаїті       | товариський матч                       | -    |          |
| 28-3-2009  | Богота         | Колумбія       | 2 – 0                   | Болівія     | Відбір до ЧС 2010                      | -    |          |
| 31-3-2009  | Пуерто-Ордас   | Венесуела      | 2 – 0                   | Колумбія    | Відбір до ЧС 2010                      | -    |          |
| 6-6-2009   | Буенос-Айрес   | Аргентина      | 1 – 0                   | Колумбія    | Відбір до ЧС 2010                      | -    |          |
| 10-6-2009  | Медельїн       | Колумбія       | 1 – 0                   | Перу        | Відбір до ЧС 2010                      | -    |          |
| 10-10-2009 | Медельїн       | Колумбія       | 2 – 4                   | Чилі        | Відбір до ЧС 2010                      | -    |          |
| 14-10-2009 | Асунсьйон      | Парагвай       | 2 – 0                   | Колумбія    | Відбір до ЧС 2010                      | -    |          |
| 27-5-2010  | Йоганнесбург   | ПАР            | 2 – 1                   | Колумбія    | товариський матч                       | -    |          |
| 30-5-2010  | Мілтон-Кінз    | Нігерія        | 1 – 1                   | Колумбія    | товариський матч                       | -    |          |
| 29-3-2011  | Гаага          | Колумбія       | 0 – 2                   | Чилі        | товариський матч                       | -    |          |
| 16-10-2012 | Барранкілья    | Колумбія       | 3 – 0                   | Камерун     | товариський матч                       | -    |          |
| 7-6-2013   | Буенос-Айрес   | Аргентина      | 0 – 0                   | Колумбія    | Відбір до ЧС 2014                      | -    | 26'      |
| 15-10-2013 | Асунсьйон      | Парагвай       | 1 – 2                   | Колумбія    | Відбір до ЧС 2014                      | -    |          |
| 14-11-2013 | Брюссель       | Бельгія        | 0 – 2                   | Колумбія    | товариський матч                       | -    |          |
| 19-11-2013 | Амстердам      | Нідерланди     | 0 – 0                   | Колумбія    | товариський матч                       | -    |          |
| 31-5-2014  | Буенос-Айрес   | Колумбія       | 2 – 2                   | Сенегал     | товариський матч                       | -    |          |
| 6-6-2014   | Буенос-Айрес   | Колумбія       | 3 – 0                   | Йорданія    | товариський матч                       | -    |          |
| 14-6-2014  | Белу-Оризонті  | Колумбія       | 3 – 0                   | Греція      | ЧС 2014 - 1-й етап                     | -    |          |
| 19-6-2014  | Бразиліа       | Колумбія       | 2 – 1                   | Кот-д'Івуар | ЧС 2014 - 1-й етап                     | -    |          |
| 28-6-2014  | Ріо-де-Жанейро | Колумбія       | 2 – 0                   | Уругвай     | ЧС 2014 - 1/8 фіналу                   | -    |          |
| 4-7-2014   | Форталеза      | Бразилія       | 2 – 1                   | Колумбія    | ЧС 2014 - чвертьфінал                  | -    |          |
| 5-9-2014   | Маямі-Ґарденс  | Бразилія       | 1 – 0                   | Колумбія    | товариський матч                       | -    |          |
| 14-10-2014 | Нью-Джерсі     | Канада         | 0 – 1                   | Колумбія    | товариський матч                       | -    |          |
| 18-11-2014 | Любляна        | Словенія       | 0 – 1                   | Колумбія    | товариський матч                       | -    |          |
| 6-6-2015   | Буенос-Айрес   | Колумбія       | 1 – 0                   | Коста-Рика  | товариський матч                       | -    |          |
| 14-6-2015  | Ранкагуа       | Колумбія       | 0 – 1                   | Венесуела   | Копа Америка 2015 - 1-й етап           | -    |          |
| 17-6-2015  | Сантьяго       | Бразилія       | 0 – 1                   | Колумбія    | Копа Америка 2015 - 1-й етап           | -    |          |
| 21-6-2015  | Темуко         | Колумбія       | 0 – 0                   | Перу        | Копа Америка 2015 - 1-й етап           | -    | 8'       |
| 26-6-2015  | Вінья-дель-Мар | Аргентина      | 0 – 0 (5 – 4 п.п.)      | Колумбія    | Копа Америка 2015 - чвертьфінал        | -    |          |
| 8-9-2015   | Гаррісон       | Колумбія       | 1 – 1                   | Перу        | товариський матч                       | -    | 66'      |
| 8-10-2015  | Барранкілья    | Колумбія       | 2 – 0                   | Перу        | Відбір до ЧС 2018                      | -    |          |
| 14-10-2015 | Монтевідео     | Уругвай        | 3 – 0                   | Колумбія    | Відбір до ЧС 2018                      | -    |          |
| 13-11-2015 | Сантьяго       | Чилі           | 1 – 1                   | Колумбія    | Відбір до ЧС 2018                      | -    | 49'      |
| 17-11-2015 | Барранкілья    | Колумбія       | 0 – 1                   | Аргентина   | Відбір до ЧС 2018                      | -    | 25'      |
| 29-3-2016  | Барранкілья    | Колумбія       | 3 – 0                   | Еквадор     | Відбір до ЧС 2018                      | -    |          |
| 28-5-2016  | Маямі          | Колумбія       | 3 – 1                   | Гаїті       | товариський матч                       | -    | 53'      |
| 4-6-2016   | Санта-Клара    | США            | 0 – 2                   | Колумбія    | Копа Америка 2016 - 1-й етап           | 1    |          |
| 8-6-2016   | Пасадена       | Колумбія       | 2 – 1                   | Парагвай    | Копа Америка 2016 - 1-й етап           | -    |          |
| 17-6-2016  | Іст-Ратерфорд  | Перу           | 0 – 0 (2 – 4 п.п.)      | Колумбія    | Копа Америка 2016 - чвертьфінал        | -    | 66'      |
| 22-6-2016  | Чикаго         | Колумбія       | 0 – 2                   | Чилі        | Копа Америка 2016 - півфінал           | -    |          |
| 25-6-2016  | Глендейл       | США            | 0 – 1                   | Колумбія    | Копа Америка 2016 - матч за 3-тє місце | -    |          |
| 23-3-2017  | Барранкілья    | Колумбія       | 1 – 0                   | Болівія     | Відбір до ЧС 2018                      | -    |          |
| 28-3-2017  | Кіто           | Еквадор        | 0 – 2                   | Колумбія    | Відбір до ЧС 2018                      | -    | 40'      |
| 7-6-2017   | Мурсія         | Іспанія        | 2 – 2                   | Колумбія    | товариський матч                       | -    |          |
| 13-6-2017  | Хетафе         | Камерун        | 0 – 4                   | Колумбія    | товариський матч                       | -    |          |
| 31-8-2017  | Сан-Кристобаль | Венесуела      | 0 – 0                   | Колумбія    | Відбір до ЧС 2018                      | -    |          |
| 5-9-2017   | Барранкілья    | Колумбія       | 1 – 1                   | Бразилія    | Відбір до ЧС 2018                      | -    |          |
| 6-10-2017  | Барранкілья    | Колумбія       | 1 – 2                   | Парагвай    | Відбір до ЧС 2018                      | -    | 27'      |
| 10-11-2017 | Сувон          | Південна Корея | 2 – 1                   | Колумбія    | товариський матч                       | 1    |          |
| 27-3-2018  | Лондон         | Колумбія       | 0 – 0                   | Австралія   | товариський матч                       | -    |          |
| 3-7-2018   | Тушино         | Колумбія       | 1 – 1 д.ч. (3 - 4 п.п.) | Англія      | ЧС 2018 - 1/8 фіналу                   | -    | 116'     |
| 4-6-2019   | Богота         | Колумбія       | 3 – 0                   | Панама      | товариський матч                       | -    |          |
| 23-6-2019  | Салвадор       | Колумбія       | 1 – 0                   | Парагвай    | Копа Америка 2019 - 1-й етап           | -    |          |
| Усього     |                | Матчів         | 58                      |             | Голів                                  | 2    |          |

## Титули і досягнення
- Володар Суперкубка Італії (1):

«Мілан»: 2016
- Володар Кубка Колумбії (1):

«Атлетіко Насьйональ»: 2023
- Переможець Суперліги Колумбії (1):

«Атлетіко Насьйональ»: 2023
Збірні
- Чемпіон Південної Америки (U-20): 2005
- Бронзовий призер Кубка Америки: 2016